# Bernard Vaillant
Pour les articles homonymes, voir Vaillant.
Bernard Vaillant, né en 1625 à Lille et mort 1698 à Leyde, est un peintre et graveur de l’Âge d'or de la peinture néerlandaise.

## Biographie
Second frère de Wallerant Vaillant et son élève, Bernard, tendrement uni à son frère ainé, il le suivit dans tous ses voyages. Ayant abandonné le pinceau pour le crayon et le pastel, il acquit une grande réputation comme dessinateur de portraits, qu’il faisait très ressemblants, avec une touche et un travail singuliers. Pendant le couronnement de l’empereur Léopold, en 1658, il dessina le portrait de ce prince, tandis que son frère le peignait. Après avoir cessé de voyager, il alla s’établir à Rotterdam, où son attachement à sa religion et ses bonnes mœurs lui méritèrent la place de diacre de l’Église wallonne et de nombreuses commandes. Ayant entrepris un voyage à Leyde, il y fut frappé d’une attaque d’apoplexie, qui l’enleva subitement.
Quoiqu’il n’eut pas le mérite de son frère, ses ouvrages sont recherchés, parce qu’il sut rendre avec la plus grande fidélité les originaux qu’il copiait. Blockland, Goltzius et autres habiles artistes ont gravé d’après ses dessins ; lui-même a gravé quelques pièces en manière noire, marquées ordinairement « B. V. F. », ménagées en blanc dans un fond noir. Ce sont six portraits, parmi lesquels se trouve celui du peintre Johannes Lingelbach. On le classait dans les bons graveurs en mezzotinte.

## Galerie

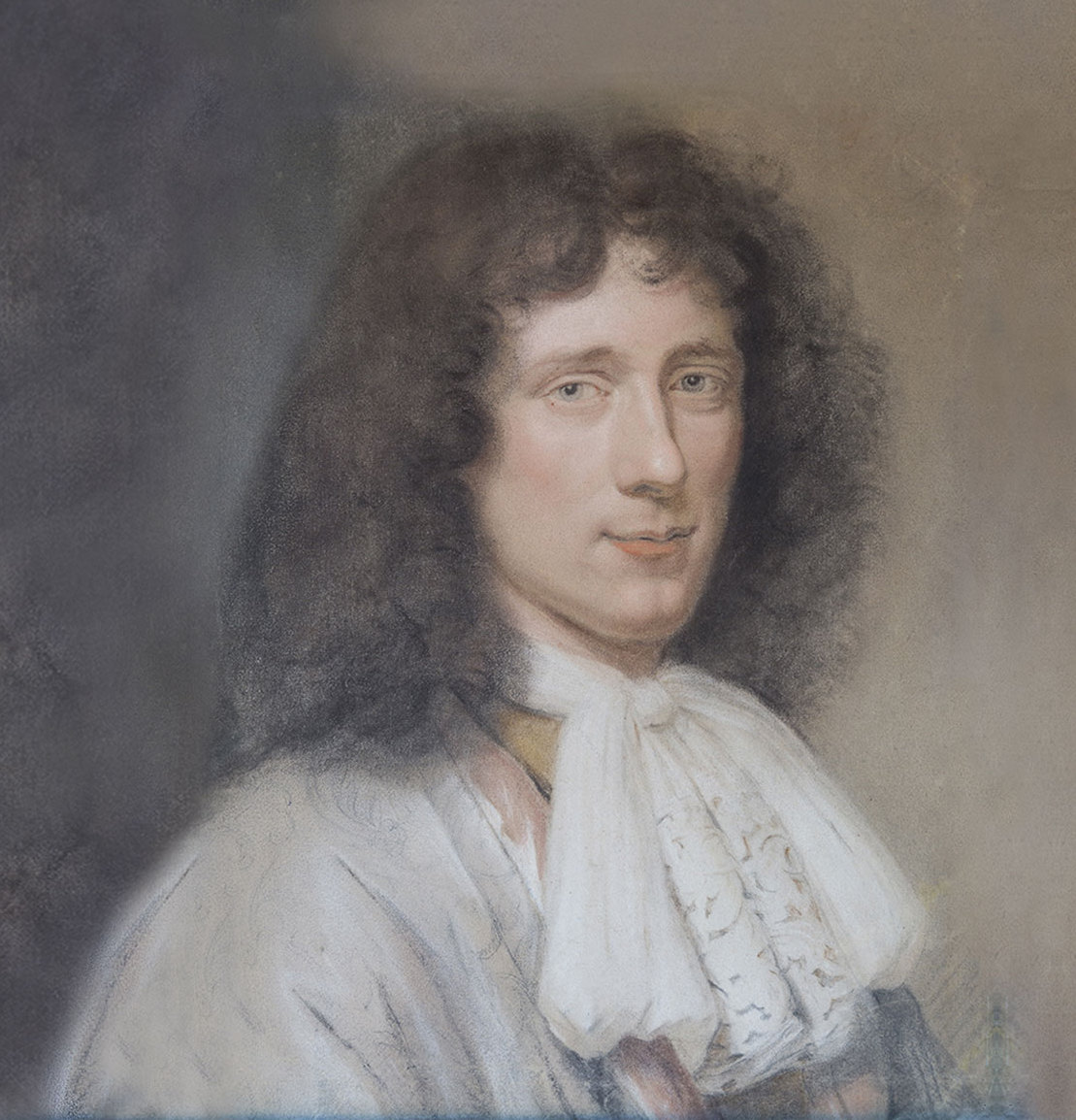
Portrait de Christiaan Huygens, détail, pastel sur papier, Voorburg, Huygensmuseum Hofwijck, 1686.
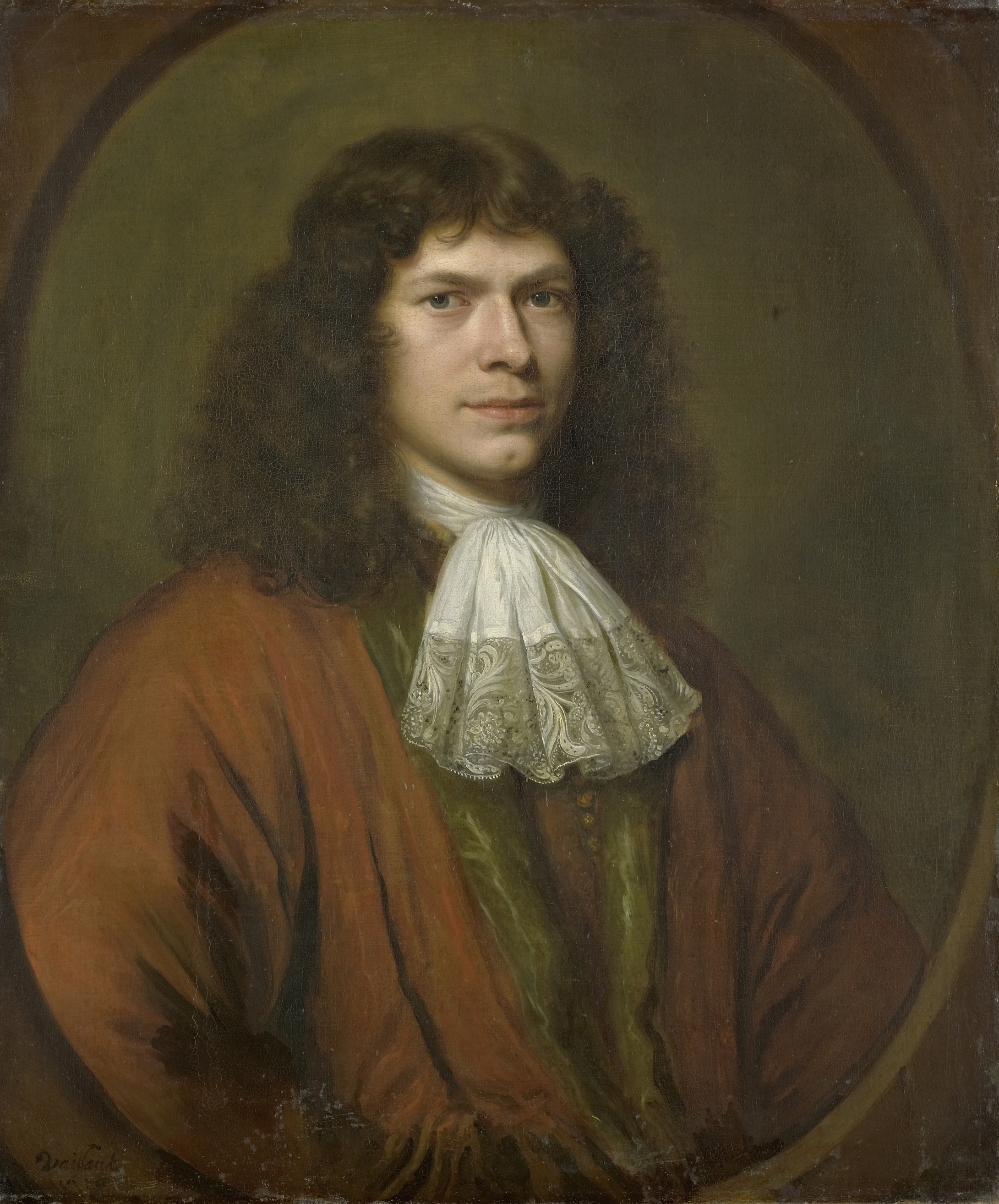
Portrait de Johannes Parker, huile sur toile, Amsterdam, Rijksmuseum, 1670.
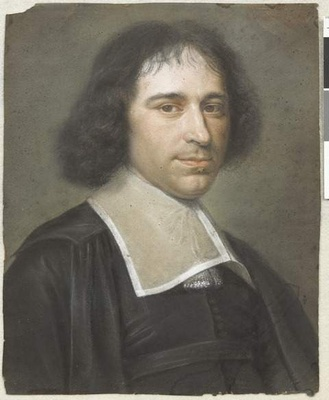
Portrait présumé de Gilles Ménage, 1666.
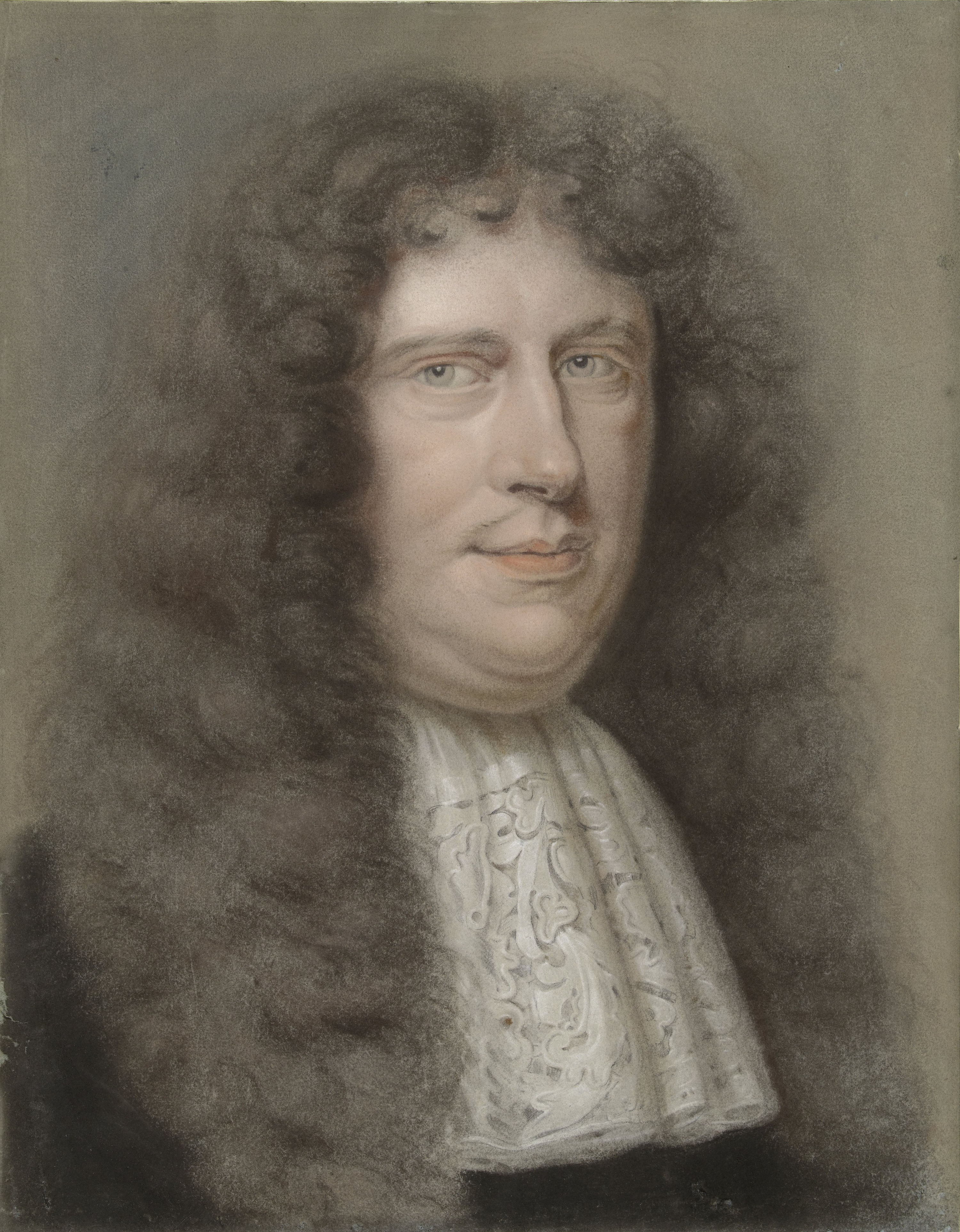
Portrait du comte von Strattman (en), XVIIe, Amsterdam, Rijksmuseum.